# 上海机场快线
上海机场快线为中国上海市计划建设的市域铁路，曾定名为“上海机场联络线”。其前身为沪杭磁悬浮交通项目的上海虹桥站至上海浦东国际机场段，走向几乎相同。

## 简介
本线最早出现于2013年上海市人民政府发布的《上海市交通发展白皮书》。根据2014年8月的规划，全长约61公里，设置4站，预计远期全日客流总量为41万，制式采用动车组列车、磁悬浮列车或地铁尚未确定。根据2016年的《上海市轨道交通近期建设规划（2017-2025）环境影响评价第二次公示》，机场联络线名称给予新的外环线方案，本线变为机场快线。

## 车站列表
- 浦东3号航站楼站
- 浦东1号2号航站楼站
- 龙阳路站
- 中华艺术宫南站
- 上海南站
- 虹桥2号航站楼站

## 争议
2008年1月，本线沿线发生上海磁悬浮事件。